# Мартин О'Нийл
Мартин Хю Майкъл О'Нийл (на английски: Martin Hugh Michael O'Neill) е бивш североирландски футболист и настоящ треньор по футбол.
Роден е на 1 март 1952 г. в село Килрей, Северна Ирландия.
Като състезател 10 години защитава цветовете на ФК „Нотингам Форест“. Капитан на националния отбор на Северна Ирландия.
Прекратява активната си спортна кариера през 1985 и 2 години по-късно започва с треньорството.